# Заїкін Олександр Володимирович
Олександр Володимирович Заїкін (рос. Александр Владимирович Заикин; нар. 15 січня 1988, Москва, СРСР) — російський футболіст, півзахисник.

## Життєпис
Вихованець ДЮСШ ЦСКА. У 2006—2007 роках виступав за дублюючий склад «Динамо» у турнірі дублерів РФПЛ. 2007 року дебютував за основний склад «біло-блакитних»: 4 квітня у матчі 1/4 фіналу Кубку Росії проти «Локомотива», вийшов на 68-й хвилині замість Кирила Комбарова. У чемпіонаті Росії дебютував місяць по тому, 5 травня. У поєдинку проти нальчикського «Спартака», замінив на 77-й хвилині Андрія Карповича.
2008 року залишив команду й перейшов до «МВС Росії». За підсумками сезону у зоні «Захід» другого дивізіону клуб посів перше місце та вийшов у перший дивізіон. У 2009 році грав у першості Росії серед ЛФК за «Пріаліт Реутов», у 2010 році за владимирське «Торпедо», у складі якого знову став переможцем зони «Захід» другого дивізіону. У 2011 році грав за «Петрорест». З 2011 року виступав за клуб «Русь» у Першості ЛФК, у групі МРО «Північно-Захід» та в чемпіонаті Санкт-Петербурга. У першому ж матчі за нову команду відзначився голом у грі чемпіонату міста проти «Пітера».
На початку липня 2019 став гравцем аматорського клубу «Кубань Холдинг» зі станиці Павловської, у дебютному матчі за який відзначився голом, а 20 липня того ж року вперше зіграв за павловчан у кубку Росії сезону 2019/20, також відзначившись забитим м'ячем.
27 лютого 2020 року заявлений до складу фейкового клубу «ТСК-Таврія», за який вперше зіграв у так званій «Прем'єр-лізі КФС» 1 березня того ж року, потім провів за сімферопольську команду ще 2 матчі, після чого наприкінці того ж місяця повернувся до «Кубань Холдингу».